# Pinet (Valencia)
Pinet ist eine spanische Gemeinde (Municipio) mit 148 Einwohnern (Stand: 2024) in der Valencianischen Gemeinschaft, in der Comarca Vall d’Albaida.

## Lage
Pinet liegt in einer Höhe von ca. 340 m. Die Provinzhauptstadt Valencia liegt etwa 50 Kilometer in nördlicher Richtung. Im Gemeindegebiet liegt ein Teil des Naturparks El Surar.

## Geschichte
| Jahr      | 1900 | 1930 | 1950 | 1960 | 1970 | 1981 | 1991 | 2001 | 2011 | 2021 |
| --------- | ---- | ---- | ---- | ---- | ---- | ---- | ---- | ---- | ---- | ---- |
| Einwohner | 363  | 378  | 341  | 339  | 296  | 260  | 249  | 211  | 182  | 161  |

## Kultur und Sehenswürdigkeiten
- Peterskirche (Església de Sant Pere)

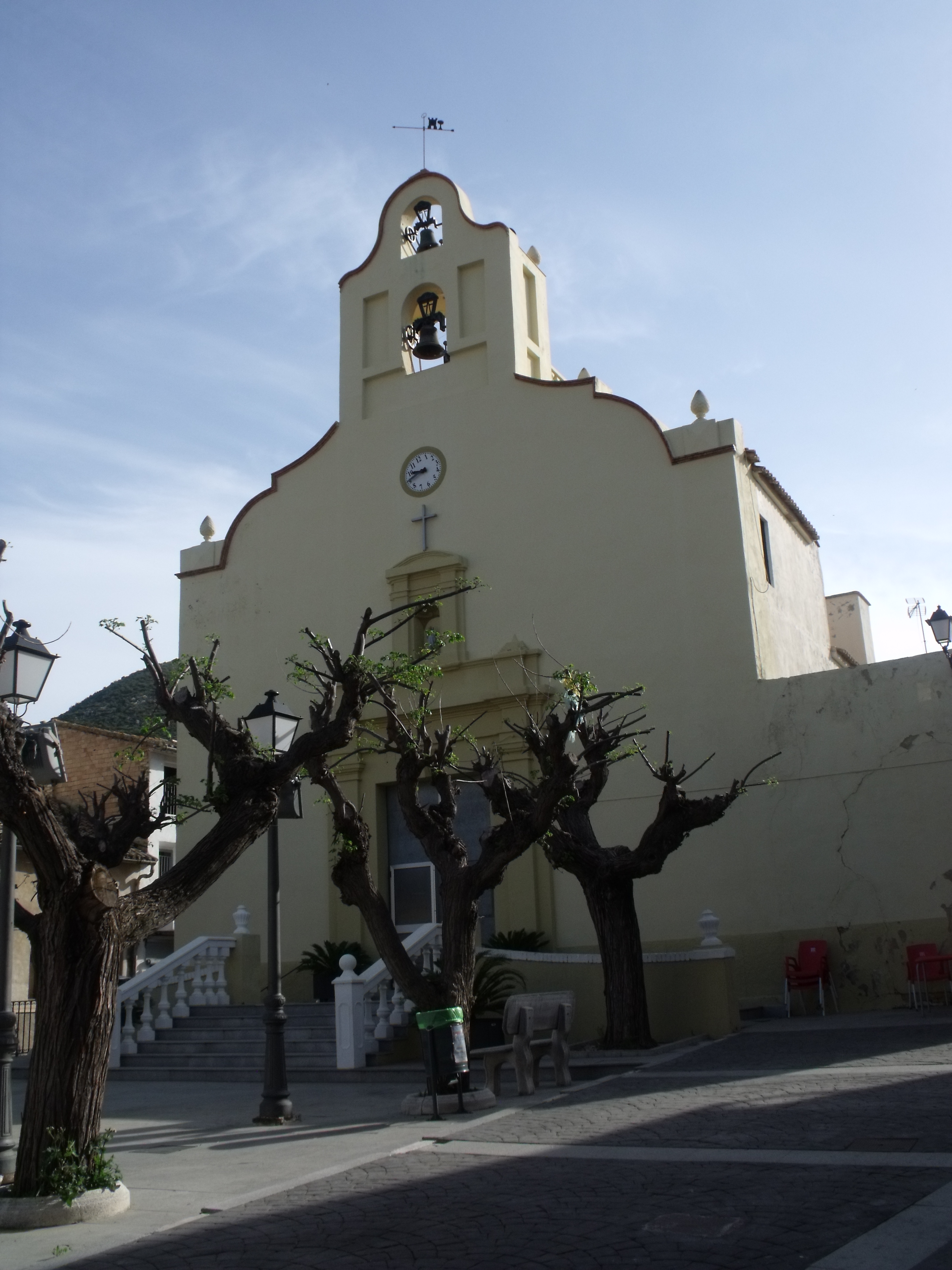
Peterskirche
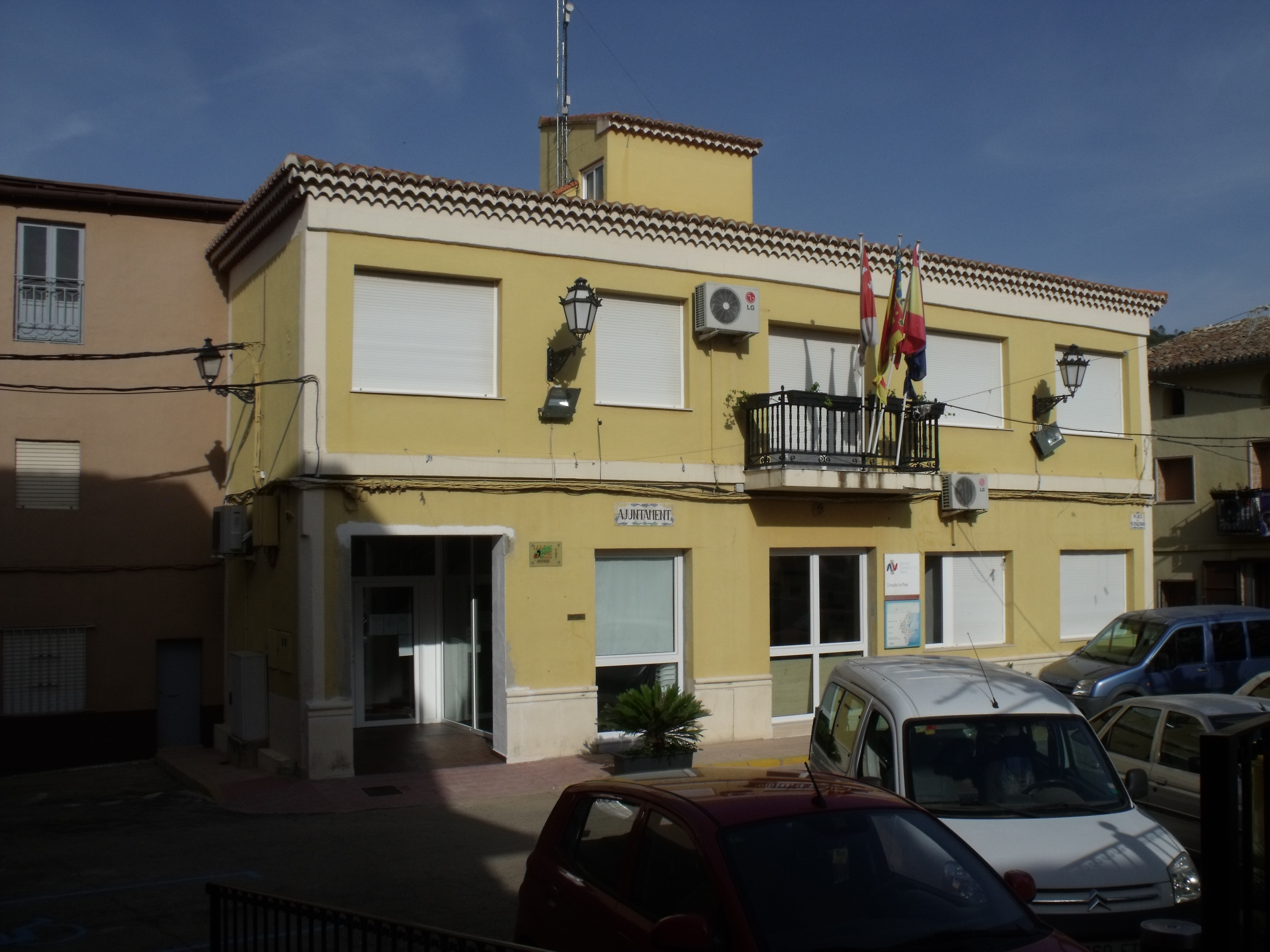
Rathaus